# Canada ai VII Giochi olimpici invernali
Il Canada partecipò ai VII Giochi olimpici invernali, svoltisi a Cortina d'Ampezzo, Italia, dal 26 gennaio al 5 febbraio 1956, con una delegazione di 35 atleti impegnati in sette discipline.

## Medagliere

### Per discipline
| Sport                 | Oro | Argento | Bronzo | Totale |
| --------------------- | --- | ------- | ------ | ------ |
| Pattinaggio di figura | 0   | 1       | 0      | 1      |
| Hockey su ghiaccio    | 0   | 0       | 1      | 1      |
| Sci alpino            | 0   | 0       | 1      | 1      |
| Totale                | 0   | 1       | 2      | 3      |

### Medaglie
| Medaglia | Atleta | Sport                 | Evento                         |
| -------- | --- | --------------------- | ------------------------------ |
| Argento  | Frances Dafoe Norris Bowden | Pattinaggio di figura | Pattinaggio di figura a coppie |
| Bronzo   | Denis Brodeur Keith Woodall Butch Martin Howie Lee Art Hurst Jack McKenzie Jim Logan Paul Knox Don Rope Byrle Klinck Bill Colvin Gerry Théberge Buddy Horne Charlie Brooker George Scholes Bob White Ken Laufman | Hockey su ghiaccio    | Torneo                         |
| Bronzo   | Lucile Wheeler | Sci alpino            | Discesa libera femminile       |